# خدادات‌بیگ رفیع‌‌بیگلی
خدادات‌بیگ رفیع‌بیگلی (به انگلیسی: Xudadat bəy Rəfibəyli) سیاستمدار و دولت‌مرد آذربایجانی بود که به عنوان فرماندار استان وقت گنجه، وزیر بهداشت جمهوری خلق آذربایجان، و نیز نماینده شورای ملی و مجلس ملی بعدی آذربایجان فعالیت داشت. وی پدر نگار رفیع‌بیگلی، نویسنده نامور آذربایجانی، پدر زن رسول رضا و پدربزرگ آنار رضایف، رئیس اتحادیه نویسندگان جمهوری آذربایجان، بود.

## اوایل زندگی

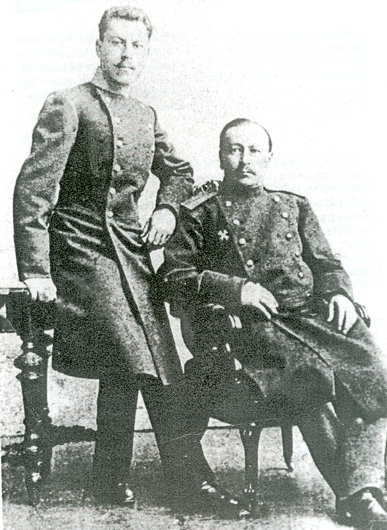
اوایل زندگی

خدادات‌بیگ رفیع‌بیگلی در سال ۱۸۷۸ در شهر «الیزاوتپل» استان هم‌نام در امپراتوری روسیه چشم به جهان گشود. بعد از اتمام آموزش خود در مدرسه، راه کشور اوکراین را در پیش گرفت تا در رشته پزشکی دانشگاه خارکف تحصیل کند. پیرو آنکه در سال ۱۹۰۳ دانش‌آموخته شد، به زادگاه خود برگشت و کارنامه خود را به عنوان پزشک آغاز نمود. وی به عنوان یکی از اولین جراحان حرفه ای درجه یک آذربایجانی شناخته می‌شود. در سال ۱۹۱۴ بود که اولین انجمن پزشکی آذربایجان را در «الیزابتپل» بنیان‌گذاری و شروع به ارائه خدمات پزشکی مجانی به مردم کرد. به دنبال وقوع انقلاب روسیه، رفیع‌بیگلی ابتدا نماینده کمیته اجرایی موقت شورای ملی مسلمانان و سپس شورای ملی آذربایجان شد.

## فعالیت‌های سیاسی
پس از تأسیس جمهوری دمکراتیک آذربایجان در ۲۸ ماه مه سال ۱۹۱۸ِ، خدادات‌بیگ رفیع‌بیگلی مسئولیت چندین پست دولتی را عهده‌دار شد. ۱۷ ژوئن ۱۹۱۸، زمانی که کابینه دوم دولت تشکیل جلسه داد، وی به زمامداری وزارت بهداشت رسید. در طول فعالیت‌های خود در این سمت، چندین بیمارستان و آزمایشگاه پزشکی در سرتاسر کشور ایجاد کرده و شعبه نهضت بین‌المللی صلیب سرخ و هلال احمر را در آذربایجان گشایش داد. در سال ۱۹۱۹ به عنوان فرماندار گنجه منصوب شد.
خدادات‌بیگ رفیع‌بیگلی بعد از اشغال جمهوری خلق آذربایجان توسط ارتش سرخ و استقرار نظام شوروی بر این کشور، بدون محاکمه با اجرای اعدام به وسیله تیرباران به دست جوخه آتش بلشویکها، در جزیره «نارگین» واقع در چند کیلومتری باکو اعدام شد.